# Live in Hokkaido 1995.12.4 Bootleg
Az Live in Hokkaido 1995.12.4 Bootleg  az X Japan japán heavymetal-együttes koncertalbuma, mely 1998. január 21-én jelent meg a Universal Music kiadásában. A felvételek Hokkaidón készültek 1995. december 4-én, a Dahlia turnén. A lemez 20. helyezett volt az Oricon slágerlistáján. A címbeli bootleg arra utal, hogy a felvételek minősége olyan, mintha a közönség soraiból, illegálisan vették volna fel, holott hivatalos kiadvány.

## Számlista
| #   | Cím             | Dalszöveg       | Zene    | Hossz |
| --- | --------------- | --------------- | ------- | ----- |
| 1.  | Amethyst        | -               | Yoshiki | 6:16  |
| 2.  | Rusty Nail      | Yoshiki         | Yoshiki | 5:41  |
| 3.  | Sadistic Desire | Yoshiki         | hide    | 5:43  |
| 4.  | Scars           | hide            | hide    | 7:20  |
| 5.  | Dahlia          | Yoshiki         | Yoshiki | 8:10  |
| 6.  | Week End        | Yoshiki         | Yoshiki | 6:03  |
| 7.  | Endless Rain    | Yoshiki         | Yoshiki | 5:37  |
| 8.  | Kurenai         | Yoshiki         | Yoshiki | 7:13  |
| 9.  | Longing         | Yoshiki         | Yoshiki | 7:58  |
| 10. | Drum Break      | -               | -       | 1:36  |
| 11. | Unfinished      | Yoshiki         | Yoshiki | 3:16  |
| 12. | X               | Siratori Hitomi | Yoshiki | 8:46  |